# Пещера Пер-нон-Пер
Пер-нон-Пер (фр. Grotte de Pair-non-Pair) — пещера во Франции. Находится близ коммуны Приньяк-э-Маркам, департамент Жиронда, Новая Аквитания. Открытая в 1881 году, в 1896 году стала третьей найденной пещерой с петроглифами в мире. В 1900 году была включена в список исторических памятников Франции (первая пещера, получившая этот статус).
Пещера является экскурсионной, посещения проводятся в составе групп по предварительной записи. 

## История

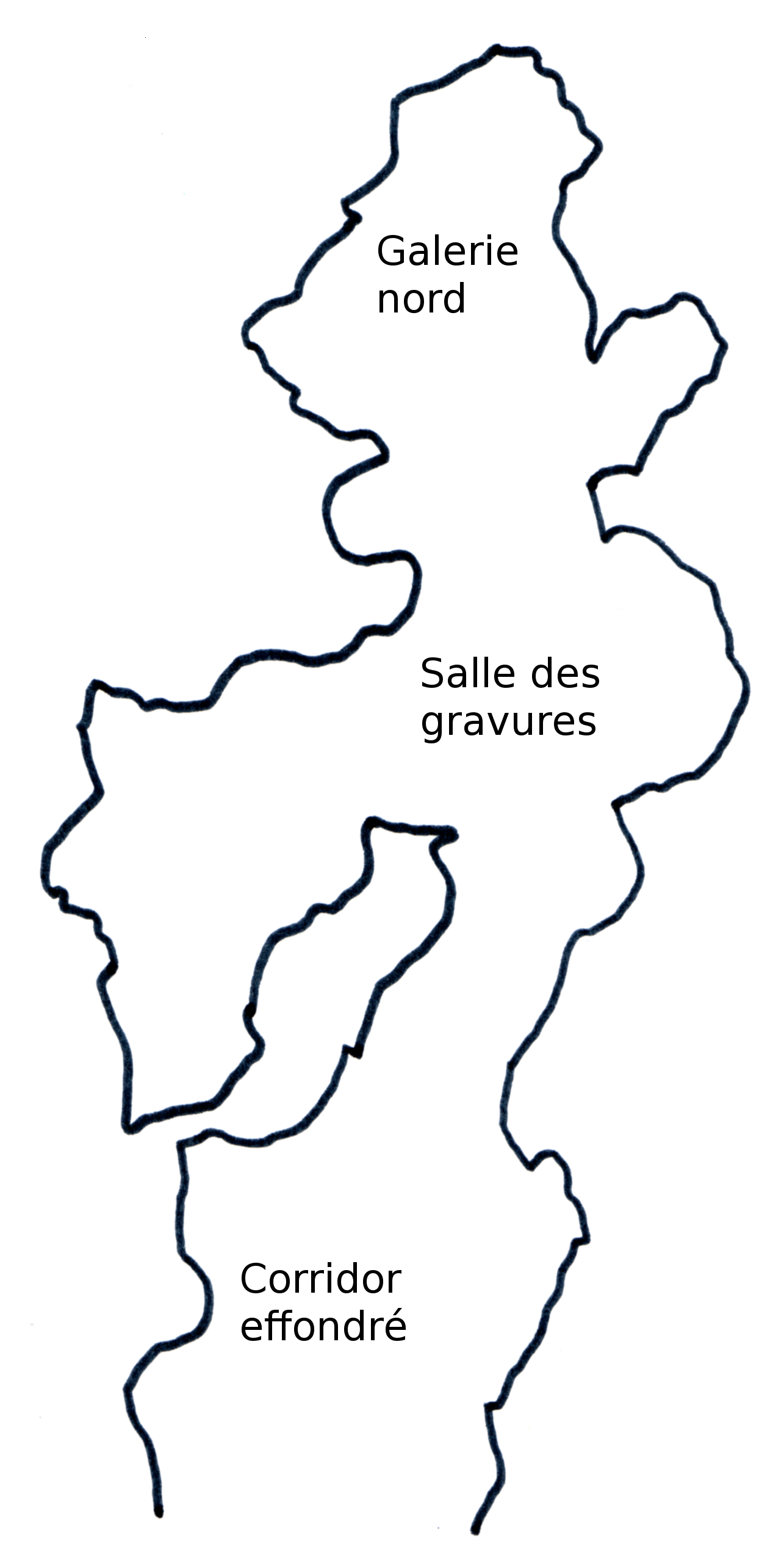
Пещера в период Мустьерской культуры, присутствует коридор.

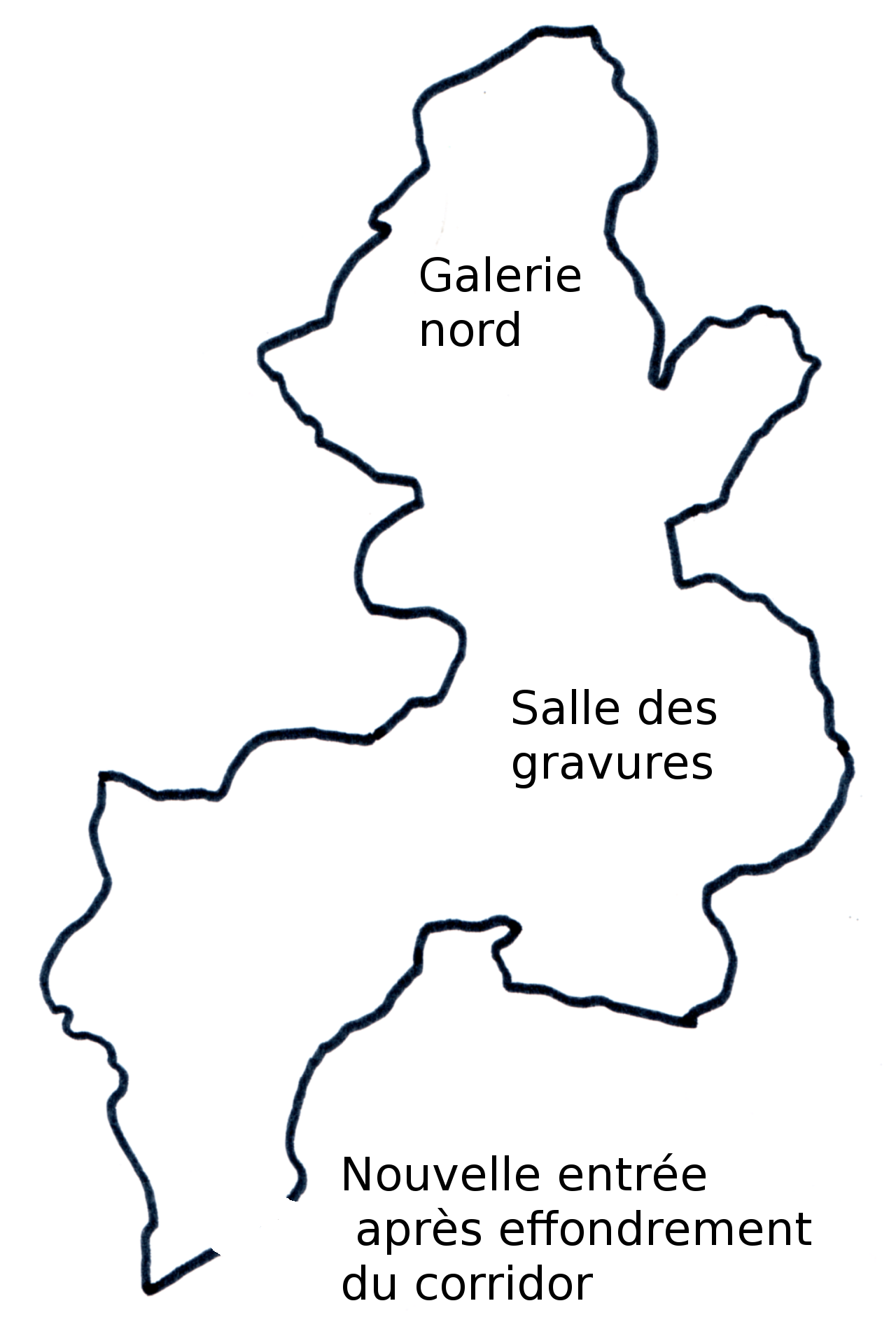
Пещера в период Шательперонская культуры, после обрушения коридора доступ через боковую галерею.

Пещера была открыта 6 марта 1881 года.
Пер-нон-пер стала третьей найденной пещерой с петроглифами в мире (после Альтамиры и пещеры Шабо). В 1896 году археолог Франсуа Дало (1845—1927) открыл здесь наскальные изображения животных, которые были полностью замаскированы отложениями, очень сходными с верхней частью слоя слоновой кости из пещеры Грот-дю-Пап в коммуне Брассемпуи, раскопки в которой проводились с 1880 года. Раскопки Франсуа Дало были одни из первых научных раскопок доисторической пещеры с постепенным освобождением археологических слоёв и описанием всех найденных остатков. Эмиль Ривьер (1835—1922), работавший в пещере Ла-Мут и посетивший Пэр-нон-Пэр по приглашению Дало, отметил «замечательную аналогию» изображений обеих пещер.
После приобретения государством в 1900 году, 20 декабря того же года была внесена в список исторических памятников Франции, став первой пещерой, получившей этот статус.
В течение 60 тыс. лет, до и после ориньяка, здесь было оставлено 15 000 орудий и 6 000 костей, принадлежащих 60 видам животных. Пещера занимает важное место в археологии и палеонтологии: найденные здесь находки являются важным источником информации об эволюции человеческого вида, климате, окружающей среде и доисторической культуре. Изображения относятся к ориньякской культуре и датируются 33—26 тысячелетием до н. э.